# Doljanci
Doljanci su naselje u Republici Hrvatskoj u Požeško-slavonskoj županiji, u sastavu općine Velika.

## Zemljopis
Doljanci su smješteni 4 km zapadno od Velike,  susjedna naselja su Poljanska i Kantrovcina zapadu, Stražeman na istoku i Biškupci na jugu.

## Stanovništvo
Prema popisu stanovništva iz 2001. godine Doljanci su imali 88 stanovnika, dok su prema popisu stanovništva iz 1991. godine imali 80 stanovnika.
| broj stanovnika | 174   | 186   | 157   | 180   | 186   | 182   | 194   | 204   | 150   | 144   | 143   | 89    | 75    | 80    | 88    | 84    | 74    |
|                 | 1857. | 1869. | 1880. | 1890. | 1900. | 1910. | 1921. | 1931. | 1948. | 1953. | 1961. | 1971. | 1981. | 1991. | 2001. | 2011. | 2021. |